# Brigadoon
Brigadoon (1954) es un film musical de MGM realizado en CinemaScope y Agfacolor basado en la obra homónima de Broadway, escrita por Alan Jay Lerner y Frederick Loewe. El film fue dirigido por Vincente Minnelli e interpretado por Gene Kelly, Van Johnson y Cyd Charisse en sus papeles principales.

## Argumento
Tommy Albright (Gene Kelly) y Jeff Douglas (Van Johnson) realizan un viaje a Escocia pero se pierden en medio del bosque. Allí encuentran Brigadoon, un pueblo mágico que aparece un día después de cien años. Tommy se enamora de la chica del pueblo, Fiona Campbell (Cyd Charisse), aunque su amor sea extremadamente difícil.

## Reparto
- Gene Kelly — Tommy Albright
- Van Johnson — Jeff Douglas
- Cyd Charisse — Fiona Campbell
- Elaine Stewart — Jane Ashton
- Barry Jones — Mr. Lundie
- Hugh Laing — Harry Beaton
- Albert Sharpe — Andrew Campbell
- Virginia Bosler — Jean Campbell
- Jimmy Thompson — Charlie Chisholm Dalrymple
- Tudor Owen — Archie Beaton
- Owen McGiveney — Angus
- Dee Turnell — Ann
- Dodie Heath — Meg Brockie (as Dody Heath)
- Eddie Quillan — Sandy
- Michael Dugan - Townsman

## Números musicales
El mismo equipo creador de míticos musicales de la década de 1950 como Un americano en París (An American in Paris, 1951), Melodías de Broadway 1955 (The Band Wagon, 1953) (1) y posteriormente Gigi (Gigi, 1958) adaptaron este clásico de Broadway para la gran pantalla en 1954. Gene Kelly se encargó de la coreografía basándose en la pieza de Broadway escrita por Jay Lerner (Gigi, Un americano en París), y del compositor Frederick Loewe (Gigi, My Fair Lady, La leyenda de la ciudad sin nombre). 
La banda sonora contiene gaitas escocesas, y en las letras y en el diálogo se cuida bastante el acento escocés arcaico. Estas son las piezas que componen el musical: 
1. "Once in the Highlands/Brigadoon/Down on MacConnachy Square" –Eddie Quillan, Villagers, y Offscreen M-G-M Chorus
2. "Waiting for My Dearie" – Cyd Charisse (dubbed by Carol Richards) y Dee Turnell (dubbed by Bonnie Murray)
3. "I'll Go Home with Bonnie Jean" – Jimmy Thompson (dubbed by John Gustafson), Gene Kelly, Van Johnson y coro.
4. "The Heather on the Hill" – Gene Kelly, Bailado por Gene Kelly y Cyd Charisse
5. "Almost Like Being in Love" – Interpretado y bailado por Gene Kelly
6. "The Wedding Dance" – Bailado por Jimmy Thompson y Virginia Bosler
7. "The Chase" – Interpretado por Hugh Laing
8. "The Heather on the Hill" Bailado por Gene Kelly y Cyd Charisse
9. "I'll Go Home with Bonnie Jean" (reprise) – Interpretado por Jimmy Thompson, Carol Richards y coro.
10. "The Heather on the Hill" (reprise) – Interpretado por Jimmy Thompson, Carol Richards y coro.
11. "Waitin' for My Dearie" (reprise) – Interpretado por Jimmy Thompson, Carol Richards y coro.
12. "Finale: Brigadoon" – M-G-M Chorus

Cuatro piezas del musical teatral ("Come to Me, Bend to Me", "There But For You Go I", "From This Day On", y "The Sword Dance") fueron suprimidas de la película ya que el productor Arthur Freed quería recortar el musical teatral de dos horas y media a los 108 minutos en los que acabaron. La censura consideró que las dos canciones que interpretaba el personaje de Meg Brockie ("The Love of My Life" y "My Mother's Wedding Day"), eran consideradas no aptas para todas las audiencias. Con la omisión de estas canciones, el papel de Meg Brockie fue reducido en la película.

## Premios y candidaturas

### Oscar 1954
| Categoría                          | Persona                                                            | Resultado           |
| ---------------------------------- | ------------------------------------------------------------------ | ------------------- |
| Mejor dirección artística en color | Cedric Gibbons, E. Preston Ames, Edwin B. Willis, F. Keogh Gleason | Candidato           |
| Mejor vestuario en color           | Irene Sharaff                                                      | Candidato           |
| Mejor sonido                       | Wesley C. Miller                                                   | Candidato Candidato |

La película ganó en 1955 el Globo de Oro a la mejor fotografía - (Joseph Ruttenberg)